# Acartus bituberosus
Acartus bituberosus är en skalbaggsart som beskrevs av Stefan von Breuning 1959. Acartus bituberosus ingår i släktet Acartus och familjen långhorningar. Inga underarter finns listade i Catalogue of Life.